# A la platja de Chesil
A la platja de Chesil (títol original en anglès, On Chesil Beach) és una pel·lícula dramàtica britànica adaptada de la novel·la del mateix nom d'Ian McEwan dirigida per Dominic Cooke. Es va presentar al Festival Internacional de Cinema de Toronto 2017 i es va estrenar oficialment en una selecció limitada de cinemes el maig de 2018 als Estats Units. S'ha subtitulat al català.

## Argument
El vespre del seu matrimoni, Edward Mayhew, un músic, i Florence Ponting, una violinista, es troben finalment sols al vell alberg del Dorset on han anat a passar la seva lluna de mel. Tots dos són verges. Però l'any 1962, a l'Anglaterra d'abans la revolució sexual, la sexualitat encara era un tabú. Es desitgen, intenten apropar-se, però tots dos se senten incòmodes i reprimeixen els seus desitjos. La seva nit de noces, no consumada, es transforma en la prova en la qual la jove parella s'enfronta a la sexualitat així com a les seves pors i les seves inhibicions.

## Repartiment
- Saoirse Ronan: Florence Ponting
- Billy Howle: Edward Mayhew
- Emily Watson: Violeta Ponting
- Anne-Marie Duff: Marjorie Mayhew
- Samuel West: Geoffrey Ponting
- Adrian Scarborough: Lionel Mayhew
- Bebe Cave: Ruth Ponting
- Philip Labey: Bob
- Oliver Johnstone: Ted
- Bronte Carmichael: Chloe Morrell, de jove
- Anna Burgess: Anne Mayhew
- Mia Burgess: Harriet Mayhew

## Rebuda
- "Un drama exquisit (...) camina per escabrosos territoris que pocs drames romàntics s'han atrevit a trepitjar abans. (...) Dominic Cooke és, als seus 51 anys, una de les principals promeses del nou cinema."[4]
- "Saoirse Ronan està extraordinària —igual que tot— en aquesta fascinant adaptació de la novel·la de Ian McEwan (...) Divertida, delicada i esquinçadora"[5]
- "Una obra exquisidament delicada amb un final equivocat (...) Aquest drama ben elaborat té una energia i una sensibilitat per a l'època inusuals"[6]
- "Ronan està tan ben com sempre (...) Howle entén profundament al seu personatge (...) És un drama sòlid basat en un llibre magnífic"[7]